# Giulio Natta
Giulio Natta (it; 26 de fevereiro de 1903 – 2 de maio de 1979) foi um engenheiro químico italiano e laureado com o Prêmio Nobel. Ele recebeu o Prêmio Nobel de Química em 1963, junto com Karl Ziegler, por seu trabalho em polímeros de alta densidade. Também foi agraciado com a Medalha de Ouro Lomonossov em 1969.

## Biografia

### Primeiros anos
Natta nasceu em Impéria, na Itália. Obteve seu diploma em engenharia química pela universidade Politécnico de Milão em 1924. Em 1927, passou nos exames para se tornar professor na mesma instituição. De 1929 a 1933, também foi responsável pela química física na Faculdade de Ciências da Universidade de Milão. Em 1933, tornou-se professor catedrático e diretor do Instituto de Química Geral da Universidade de Pavia, onde permaneceu até 1935. Durante esse período, começou a usar a cristalografia para elucidar as estruturas de uma ampla variedade de moléculas, incluindo fosfina, arsina e outras. Naquele ano, foi nomeado professor catedrático de química física na Universidade de Roma.

### Carreira
De 1936 a 1938, transferiu-se como professor catedrático e diretor do Instituto de Química Industrial do Politécnico de Turim. Em 1938, assumiu como chefe do Departamento de engenharia química do Politécnico de Milão, de maneira um tanto controversa, quando seu antecessor Mario Giacomo Levi foi obrigado a renunciar devido às leis raciais contra judeus introduzidas na Itália Fascista.
O trabalho de Natta no Politécnico de Milão levou ao aprimoramento do trabalho anterior de Karl Ziegler e ao desenvolvimento do catalisador Ziegler-Natta. Ele recebeu o Prêmio Nobel de Química em 1963, junto com Karl Ziegler, por suas pesquisas em polímeros de alta densidade.

### Vida pessoal

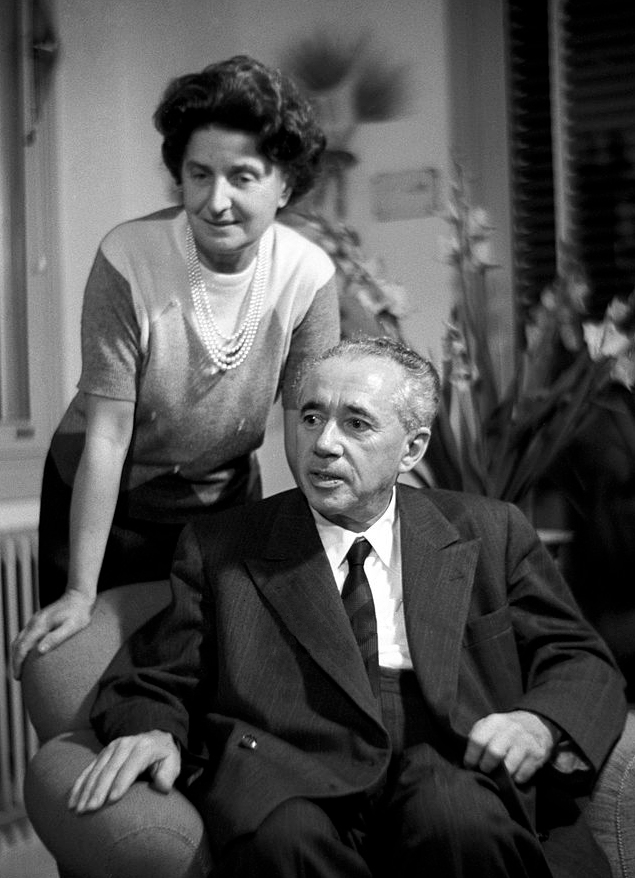
Giulio Natta com sua esposa nos anos 1960

Em 1935, Natta casou-se com Rosita Beati; formada em literatura, ela cunhou os termos "isotático", "atático" e "sindiotático" para os polímeros descobertos por seu marido. Eles tiveram dois filhos, Giuseppe e Franca. Rosita faleceu em 1968.
Natta foi diagnosticado com doença de Parkinson em 1956. Em 1963, sua condição havia progredido a ponto de ele precisar da ajuda de seu filho e quatro colegas para apresentar seu discurso na cerimônia do Nobel em Estocolmo. Natta faleceu em Bérgamo, na Itália, aos 76 anos.

## Principais obras
- Chimica analitica, 2 vols., Libreria Editrice Politecnica C. Tamburini, Milão, 1932-34 (com edições subsequentes).
- Lezioni di chimica industriale, 2 vols., Libreria C. Tamburini, Milão, 1942-44.
- Fondamenti della chimica industriale, Libreria Editrice Politecnica C. Tamburini, 1951.
- Gli orientamenti della grande industria chimica organica (com I. Pasquon), Scuola in Azione-ENI, Milão, 1961.
- Principi della chimica industriale (com I. Pasquon), 2 vols., Libreria Editrice Politecnica C. Tamburini, Milão, 1966-78.
- Stereochimica: molecole in 3D  (com M. Farina), Arnoldo Mondadori Editore, Milão, 1968; II ed. em 1979 (traduzido para o francês em 1971, inglês em 1972, japonês e eslovaco em 1975).